# Phegopteris urophylla
Phegopteris urophylla là một loài thực vật có mạch trong họ Thelypteridaceae. Loài này được Mett. miêu tả khoa học đầu tiên năm 1858.